# Cyclingteam Jo Piels/Saison 2012
Dieser Artikel listet Erfolge und Fahrer des Radsportteams Cyclingteam Jo Piels in der Saison 2012 auf.

## Erfolge in der UCI Europe Tour
Bei den Rennen der UCI Europe Tour im Jahr 2012 gelangen dem Team nachstehende Erfolge.
| Datum     | Rennen                                 | Kat. | Fahrer               |
| --------- | -------------------------------------- | ---- | -------------------- |
| 3. Mai    | 1. Etappe Carpathian Couriers Path     | 2.2U | Maurits Lammertink   |
| 2.–6. Mai | Gesamtwertung Carpathian Couriers Path | 2.2U | Maurits Lammertink   |
| 28. Mai   | 3. Etappe Tour de Gironde              | 2.2  | Geert van der Weijst |

## Platzierungen in UCI-Ranglisten
| UCI Continental Circuit | Platz |
| ----------------------- | ----- |
| UCI Europe Tour 2012    | 79    |

## Zugänge – Abgänge
| Zugänge              | Team 2011            | Abgänge                           | Team 2012                     |
| -------------------- | -------------------- | --------------------------------- | ----------------------------- |
| Sander Oostlander    | Cyclingteam de Rijke | Bertjan Lindeman                  | Vacansoleil-DCM               |
| Wouter Haan          | Neoprofi             | Johim Ariesen                     | Koga Cycling Team             |
| Bram de Kort         | Neoprofi             | Brian Megens                      | Rabobank Continental Team     |
| Steven Lammertink    | Neoprofi             | Jarno Gmelich                     | AVC Aix-en-Provence           |
| Sven van Luijk       | Neoprofi             | Mitchell Huenders                 | Ruiter Dakkapellen-Wielerteam |
| Bram Nolten          | Neoprofi             | Jan Bos                           | Unbekannt                     |
| Stefan Poutsma       | Neoprofi             | Marco Bos                         | Unbekannt                     |
| Sjors Roosen         | Neoprofi             | Cornelius van Ooijen              | Unbekannt                     |
| Mark Schreurs        | Neoprofi             | Jelle Posthuma                    | Unbekannt                     |
| Geert van der Weijst | Neoprofi             | Bob van der Tholen                | Unbekannt                     |
|                      |                      | Stefan van Winden                 | Unbekannt                     |
|                      |                      | Maurits Lammertink (bis 24. Juni) | Vacansoleil-DCM               |

## Mannschaft
| Name                 | Geburtstag         | Nationalität |              |
| -------------------- | ------------------ | ------------ | ------------ |
| Pim de Beer          | 4. Juli 1987       | Niederlande  |              |
| Sierk de Haan        | 20. Juni 1981      | Niederlande  |              |
| Wouter Haan          | 12. August 1991    | Niederlande  |              |
| Jasper Hamelink      | 12. Januar 1990    | Niederlande  |              |
| Bram de Kort         | 7. Juni 1991       | Niederlande  |              |
| Steven Lammertink    | 4. Dezember 1993   | Niederlande  |              |
| Sven van Luijk       | 13. Oktober 1989   | Niederlande  |              |
| Bram Nolten          | 19. Mai 1991       | Niederlande  |              |
| Sander Oostlander    | 25. November 1984  | Niederlande  |              |
| Stefan Poutsma       | 10. September 1991 | Niederlande  |              |
| Sjors Roosen         | 18. September 1991 | Niederlande  |              |
| Mark Schreurs        | 19. Dezember 1989  | Niederlande  |              |
| Peter Schulting      | 19. August 1987    | Niederlande  |              |
| Rens te Stroet       | 23. September 1989 | Niederlande  |              |
| Geert van der Weijst | 6. April 1990      | Niederlande  |              |
| Stagiaires           | Stagiaires         | Nationalität | Nationalität |
| Robbert de Greef     | Robbert de Greef   | Niederlande  |              |
| Jochem Hoekstra      | Jochem Hoekstra    | Niederlande  |              |